# 大絹蘚
大絹蘚（学名：Pseudoscleropodium purum）为青蘚科大絹蘚屬下的一个种。